# فرودگاه اینز هنسا

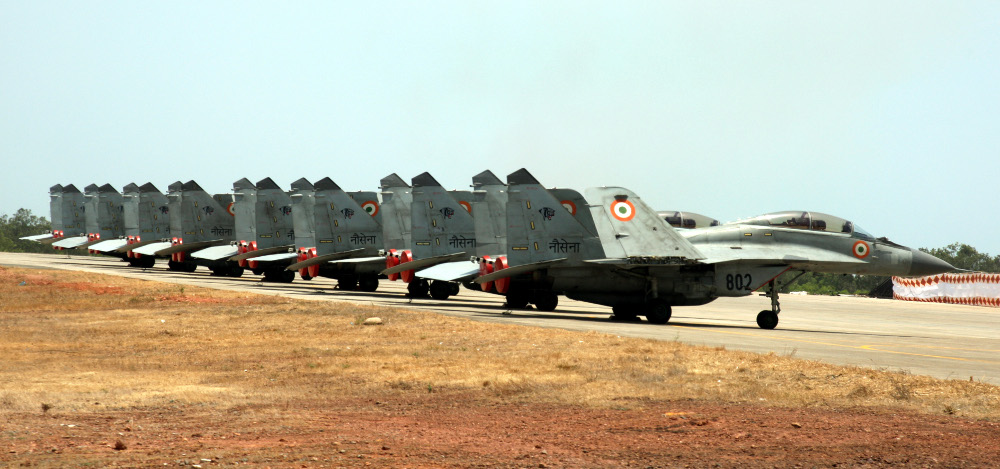
فرودگاه اینز هنسا

فرودگاه اینز هنسا (به انگلیسی: INS Hansa) یک فرودگاه است که یک باند فرود آسفالت دارد و طول باند آن ۳۴۵۸ متر است. این فرودگاه در شهر گوا کشور هند قرار دارد و در ارتفاع ۵۶ متری از سطح دریا واقع شده‌است.